# Casalodi
(Dante Alighieri, La Divina Commedia, Inferno, Canto XX, 95)
I Casalodi (o Casaloldi, Casaloldo, conti di Casaloldo) costituiscono un ramo di una nobile famiglia di età medievale e di antica origine, dotata di titolo comitale, stanziata patrimonialmente nel territorio al confine fra le attuali province di Brescia, Mantova, Verona e Cremona, ed attestata dal secolo X al XV: gli Ugoni-Longhi.

## Origini
Il nome di conti di Casaloldo attribuito a tale stirpe, documentata nei secoli XIII-XV, deriva dal piccolo centro di Casaloldo, ora in provincia di Mantova, secondo una consuetudine che si diffonde naturalmente tra le schiatte di antica ascendenza e grado comitale o marchionale, ma ormai decadute, tra i secoli XII e XIII: quella cioè di frazionarsi in molte diramazioni, ciascuna delle quali prende il nome dalla località sede dei maggiori interessi fondiari o di abituale residenza. Infatti, nella stessa epoca ed area, insieme ai Casaloldo comparvero altre famiglie tutte derivate da un medesimo ceppo, come i conti di Sabbioneta, i conti di Desenzano, i conti di San Martino Gusnago, i conti di Belforte, i conti di Bizzolano, i conti di Asola e così via. La variante grafica con cui viene spesso citata questa stirpe, cioè “Casalodi”, è entrata nell'uso soprattutto per essere quella usata nella Commedia di Dante.
Per molti versi, secondo alcuni antichi cronisti e storici come il bresciano Malvezzi, i conti di Casaloldo, che trassero il nome dal castello omonimo 
dei quali molto probabilmente erano possessori, rappresentano il ramo più importante e potente tra i conti rurali stanziati nel territorio tra Brescia e Mantova - anche se questa è forse un'esagerazione dovuta alla notorietà data ai Casaloldo da Dante -, denominati nel complesso Ugoni e Longhi, antica e nobile stirpe di probabile lontana origine germanica, in particolare alemanna, divisa in molte famiglie che prendevano il nome dalla località centrale per ciascuna: così, per esempio, si hanno i conti di Montichiari, i conti di Mosio, i conti di Ceresino, i conti di Marcaria, i conti di Redondesco tutti paesi situati nell'agro bresciano, mantovano e cremonese. 

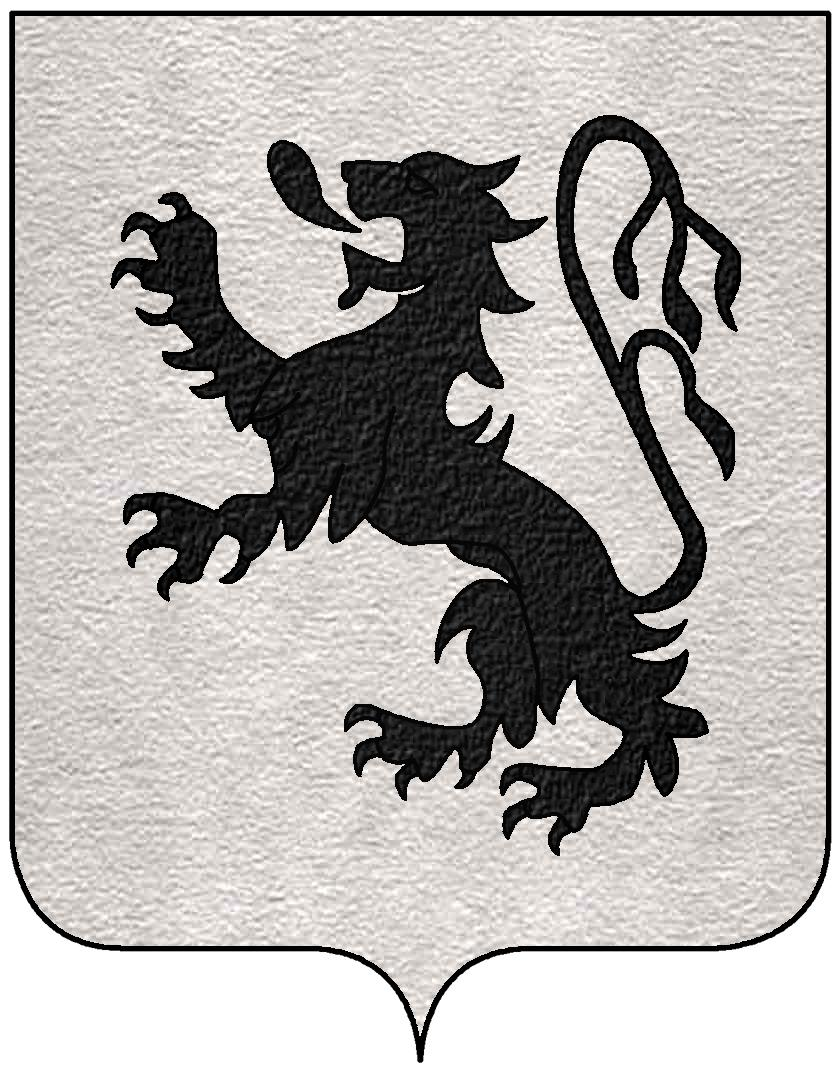
Stemma dei conti Ugoni-Longhi, D'argento al leone rampante di nero.

## Storia
Lungo tutto il corso della loro storia, i Casaloldi furono favoriti dagli imperatori, come Ottone IV di Brunswick e poi Guglielmo re dei Romani, in questo caso per contrastare la donatio matildina, effettuata dalla celebre contessa Matilde di Canossa alla Chiesa. Proprio con Matilde la famiglia dei Casaloldo - si dice che il conte Alberto I se ne professasse discendente - vantava inoltre legami di parentela. Da Ottone IV, per esempio, i Casaloldi ottennero il feudo di Gonzaga, insieme alla vicina Bondeno di Roncore, attirandosi il risentimento e le sanzioni di papa Innocenzo III, che cercò di scacciarli dal dominio usurpatogli.

### I Casalodi e Brescia
Contro i conti di Casaloldo furono sempre rivolti anche gli strali della potenza bresciana. Già all'inizio del secolo XII, questa famiglia era, come le altre dello stesso ceppo, detentrice di ingenti possedimenti in Asola, località rivendicata anche da Brescia, e ciò provocò la dura reazione dei Bresciani, che distrussero il castello di Asola, appartenente ai conti.
Il Comune bresciano si fece di nuovo vivo nel 1147: invase e saccheggiò le terre dominate dai Casalodi; venne in seguito stipulata la pace ed essi furono obbligati ad abitare in Brescia. Sennonché proprio essi, sfruttando le ricchezze e il favore di alcuni cittadini, vi divennero tanto potenti che due anni più tardi tentarono di impadronirsi del governo della città e furono respinto a stento: costretti a lasciare Brescia, si rifugiarono nel castello di Casaloldo, loro principale residenza, che però venne attaccato, preso d'assedio e parzialmente distrutto. Il comune cittadino decretò l'esilio dei conti dalle terre bresciane.
Essi, allora, si rifugiarono a Mantova, dove acquisirono la cittadinanza, contraendo parentela con alcune principali famiglie, e presero a dominare il quartiere S. Giacomo, insieme alla famiglia Riva, in contrasto con i Calorosi, nella zona della chiesa di S. Francesco. Ma ben presto i conti di Casaloldo ritornarono al loro castello.
Si hanno così due fasi distinte della storia di questa famiglia: una fase bresciana, - secoli XI, XII -, in cui essa era stabilmente stanziata nei suoi feudi della parte sud-orientale del distretto di Brescia, e in cui i Casaloldi cominciarono a trasferirsi in questa città; ed una fase mantovana, con i conti che gravitavano ormai quasi del tutto intorno al comune di Mantova – secoli XIII e XIV. Alcuni arrivano a distinguere anche in due rami della casata, bresciano e mantovano, ma con poco fondamento. La fazione dei conti di Casaloldo così divenne potente prima a Brescia, poi a Mantova.
L'infinita contesa con Brescia per il dominio sulla bassa pianura ebbe una svolta intorno al 1180. Il Comune di Brescia, per acquistare sempre maggiore influenza sulla parte del suo episcopato occupato dai conti, giunse ad un accordo con gli uomini e con il comune rurale di Casaloldo per recar danno ai conti. Casaloldo nel 1179 comperò da alcuni privati dei fondi, che poi cedette a Brescia per l'erezione su quel luogo di un nuovo castello – l'attuale Castelnuovo (ora frazione di Asola) -, con case tutte intorno per coloro che avessero voluto andare ad abitarlo. Il 16 marzo 1180, in pubblica assemblea a Brescia, il Comune decretò che presso il nuovo castello si tenesse un mercato franco, cioè esente da ogni balzello, in modo da controllare e accerchiare i nobili feudatari di Casaloldo, limitandoli nello spazio e nelle iniziative.

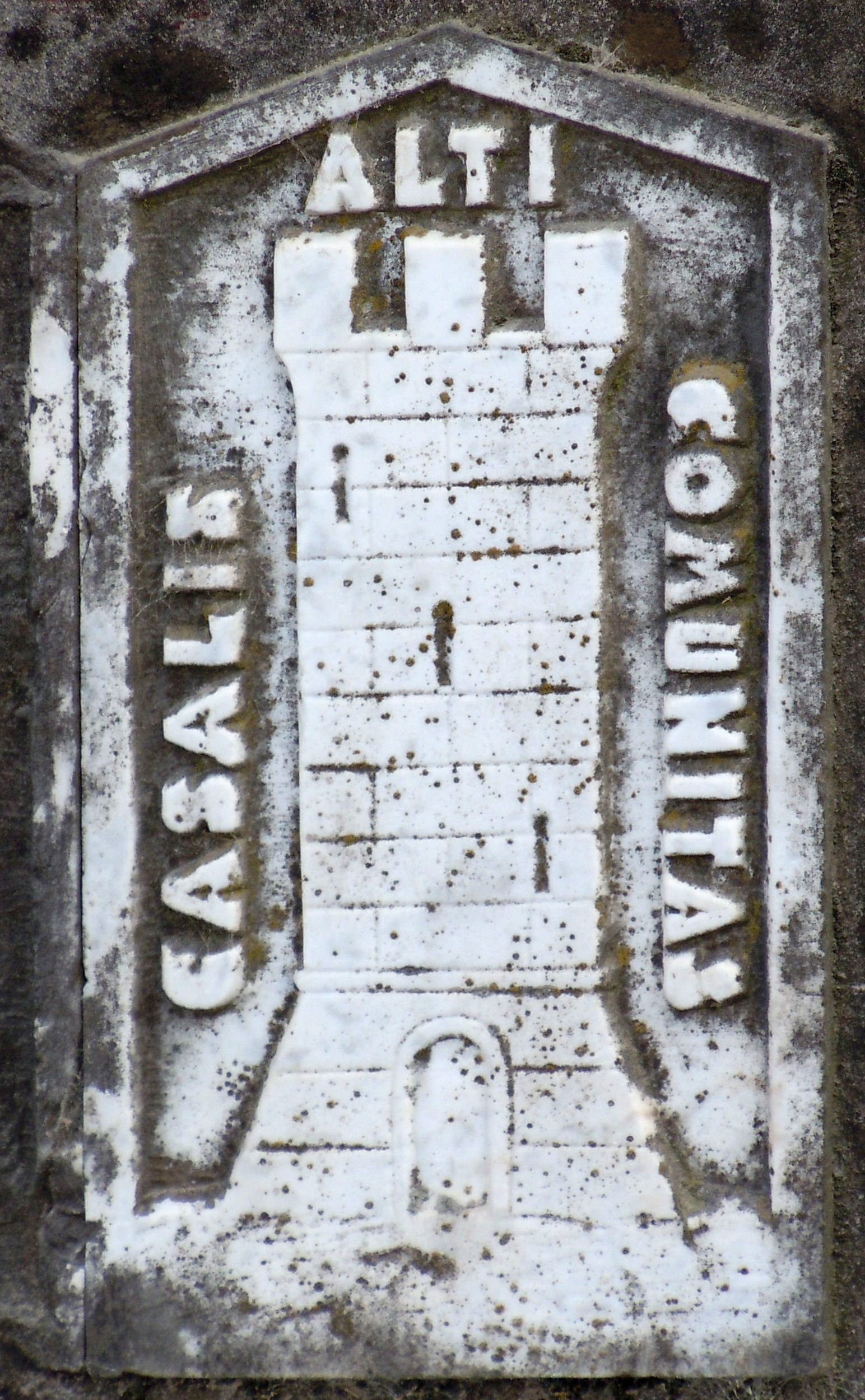
Casaloldo, stemma del Comune

### Il conte Alberto di Casaloldo
Il conte Alberto I Casaloldo, detto dagli storici mantovani “il Vecchio”, forse figlio di un Azzone, è la figura più rappresentativa dell'intera casata, nonché il probabile iniziatore della stessa. È definito dal Malvezzi uomo maligno, ma generoso e potente ghibellino; dotato di generosità e magnanimità, non riusciva a rimanere negli angusti limiti di una nobiltà privata, ma con indomito coraggio si costruiva nella mente grandiosi progetti di dominio, senza considerare troppo le difficoltà derivanti da un potere ancora agli inizi e non consolidato; era sempre in lotta con i rivali all'interno di Brescia per la supremazia politica in quel comune, e spesso esule perché espulso dalla città dalle fazioni guelfe che lo avevano in odio.
In seguito alla perdita in favore del monastero di Leno di alcune terre, avvenuta peraltro con l'avallo e sotto la spinta sempre avversa e destabilizzatrice di Brescia, già dal 1190 Alberto si impegnò ad estendere il proprio dominio, fabbricando il casale della vicina Piubega.
Nel 1200 fu capitano di parte in Brescia, combattente, esule e infine pacificato, grazie alla concordia imposta dagli inviati bolognesi, ma poco dopo, sempre irrequieto, associatosi ad un Gonfalonieri, ruppe la pace e fu nuovamente cacciato dalla città. Fuoriuscito, si diresse con i suoi seguaci a Leno, dove si fortificò, ma gli intrinseci, condotti da Alberto Brusati, lo inseguirono, e vincendo gli improvvisati fortilizi occuparono quel borgo; allora Alberto, unitosi ai ghibellini cremonesi, si diresse a Pontevico, l'occupò, ma anch'esso poco dopo gli venne sottratto dai bresciani. 
Nel 1207 ritornò in città, dal momento che Ottone IV di Brunswick aveva imposta una nuova pace. Ma dopo la partenza dell'imperatore i cittadini guelfi, nel 1208, di nuovo insorsero contro i Casaloldi ed i loro seguaci ghibellini
Il conte Alberto, esule un'altra volta, si recò presso l'imperatore, ove si ritrovò con il conte Narisio Longhi e con il conte Gerardo di San Martino: tutti e tre furono testimoni ad un placito imperiale del 4 marzo 1211. Fu in quel periodo che lo stesso imperatore Ottone IV, considerata la “pura fedeltà, la sincera devozione, i grati servigi, e gli ossequi a lui ed all'impero prestati dal conte Alberto”, con atto del 1210, giugno 23, gli concesse e confermò in perpetuo Lonato con tutta la sua corte, il diritto di albergaria, di governare e amministrare, i diritti pubblici e il fodro, ed altri diritti consimili, e gli concesse inoltre beni in diverse località del Veronese: Castelnuovo del Garda, Sandrà, Pazzon, Colà, Bussolengo, Palazzolo, Sona, Custoza e metà dell'”Isola dei Conti”, forse l'attuale Isola della Scala, che una volta fu dei conti di Sabbioneta, insieme ad ogni ragione, governo, redditi e diritti pubblici che all'impero appartenevano in Nogara, Sancto Perseon, Cerea, Gazzo Veronese, Roverchiara, Casaleone; diede inoltre allo stesso Alberto le rive e le peschiere del lago di Garda dal “Corno di Moniga” al molino dei figli di Bagnacane, con Desenzano ed il monte “Calvolo”.

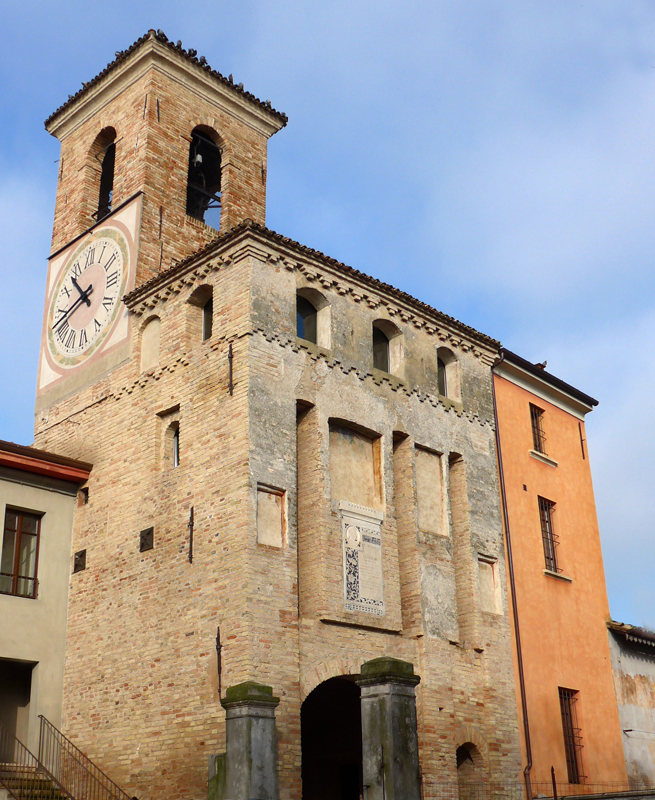
Torre portaia del castello di Casaloldo

Il medesimo imperatore investì due anni dopo il conte Alberto, insieme stavolta al conte Narisio, in retto feudo, dei castelli di Gonzaga e Bondeno di Roncore con tutte le loro corti; Gonzaga era stata forse occupata con un colpo di mano nel 1211 da Alberto, vantando su tale terra dei diritti feudali per la parentela con la Grancontessa Matilde. Secondo alcuni, con questo riconoscimento, l'imperatore Ottone IV, pur di sfavorire il Papato, sarebbe in qualche modo venuto in soccorso all'ambizione di Alberto e Narisio contro papa Innocenzo III, che, in quanto difensore dei beni matildini, bollava come un illegittimo esproprio proprio la conquista di Gonzaga, ex feudo Canossa, da parte dei Casalodi. Tutti quanti costoro si guadagnarono comunque censure e scomuniche da parte del papa ed anche dal suo alleato e rivale di Ottone, Federico II di Svevia.
Circa nel 1211 Alberto I probabilmente si impadronì con le armi anche del castello di Canneto sull'Oglio, coadiuvato dall'ormai esperto lontano parente Narisio II: qualche anno dopo i Bresciani dovettero intervenire, perché quel castello giaceva distrutto e disabitato: solo nel 1217 fu ricostruito come borgo franco per volontà di Brescia, sempre decisa a penalizzare i conti.
Ritornato in Brescia per la pace stabilita dal vescovo Alberto da Reggio, il conte di Casaloldo fece parte, come detto, dei reggitori della città. Terminata la sua podestaria, troviamo il conte Alberto nel 1215 a Gonzaga, quando i Reggiani volevano con un colpo di mano impossessarsi di quella località. Egli chiese allora l'aiuto dei Mantovani e dei Veronesi, ed i Reggiani alla fine, sopraffatti da questi alleati di Alberto, dovettero ritirarsi togliendo l'assedio appena incominciato. Sempre nel 1215 il nostro conte si accomodò con l'abate di Polirone, che aveva diritto alle insolute decime sui beni del Casaloldo al di là dell'Oglio. Nel 1216 fu chiamato a Verona come podestà.
Ma la lotta tra Brescia ed i conti di Casaloldo continuava sempre, anche se solo a volte esplodeva in maniera aperta; due fatti costrinsero il Comune bresciano ad usare la forza contro quei feudatari. Il primo fu l'occupazione di Lonato da parte dei conti, che vantavano la concessione imperiale, contro l'esclusivo dominio dei bresciani: per questa occupazione, il vescovo di Brescia Alberto, allora podestà, delegò nel 1217 un Martinengo ad opporsi con le armi, cosa che questi fece con successo. Nello stesso anno, avendo forse i conti tentato di far ribellare Canneto, o comunque avendo avanzato su di esso delle pretese, mentre dall'altra parte Brescia lo rivendicava alla sua giurisdizione, il Comune cittadino scacciò i conti ed i ribelli, portandovi eccidio e rovine, forse per mezzo dello stesso Martinengo. Quando cessò la podesteria del vescovo bresciano, il consiglio generale, rammentando i meriti acquistati dal Martinengo a favore della città, lo elesse podestà nel 1218. Uno dei primi atti del nuovo reggitore fu un discorso tenuto in consiglio per il restauro del rovinato castello di S. Genesio, a Canneto, e la cessione della corte e del paese agli abitanti con le condizioni di fedeltà e di difesa a favore del Comune di Brescia, che allora si usavano imporre; il consiglio approvò la proposta, ed anche Canneto diventò borgo franco in opposizione ai conti.

### I Casalodi a Mantova
Non avendo potuto conseguire la signoria su Brescia, i Casalodi spostarono i loro interessi su Mantova. Alberto di Casaloldo morì probabilmente intorno al 1220. Dalle varie descrizioni dei beni del comitato rurale fatte eseguire da Brescia, risulta che lasciò cinque figli: Guidone nel 1215 già sedeva nel consiglio cittadino bresciano, Balduino nel 1223 fu chiamato nel governo di Mantova. Eletto con l'incarico di podestà nel 1232, da strenuo comandante di eserciti condusse l'anno dopo le milizie mantovane contro i veronesi, ai quali tolse Nogarole Rocca, Marscelise o Marchisia, Pontepossero, Isola della Scala e Buertone; nel 1234, combattendo contro i cremonesi, Balduino morì per le ferite riportate in battaglia. Questo conte, secondo alcuni, fu anche accusato di aver sostenuto gli Avogadri nella uccisione del vescovo di Mantova Guidotto da Correggio. Gli altri tre figli del conte Alberto furono Martino, Antonio e Bernardo..

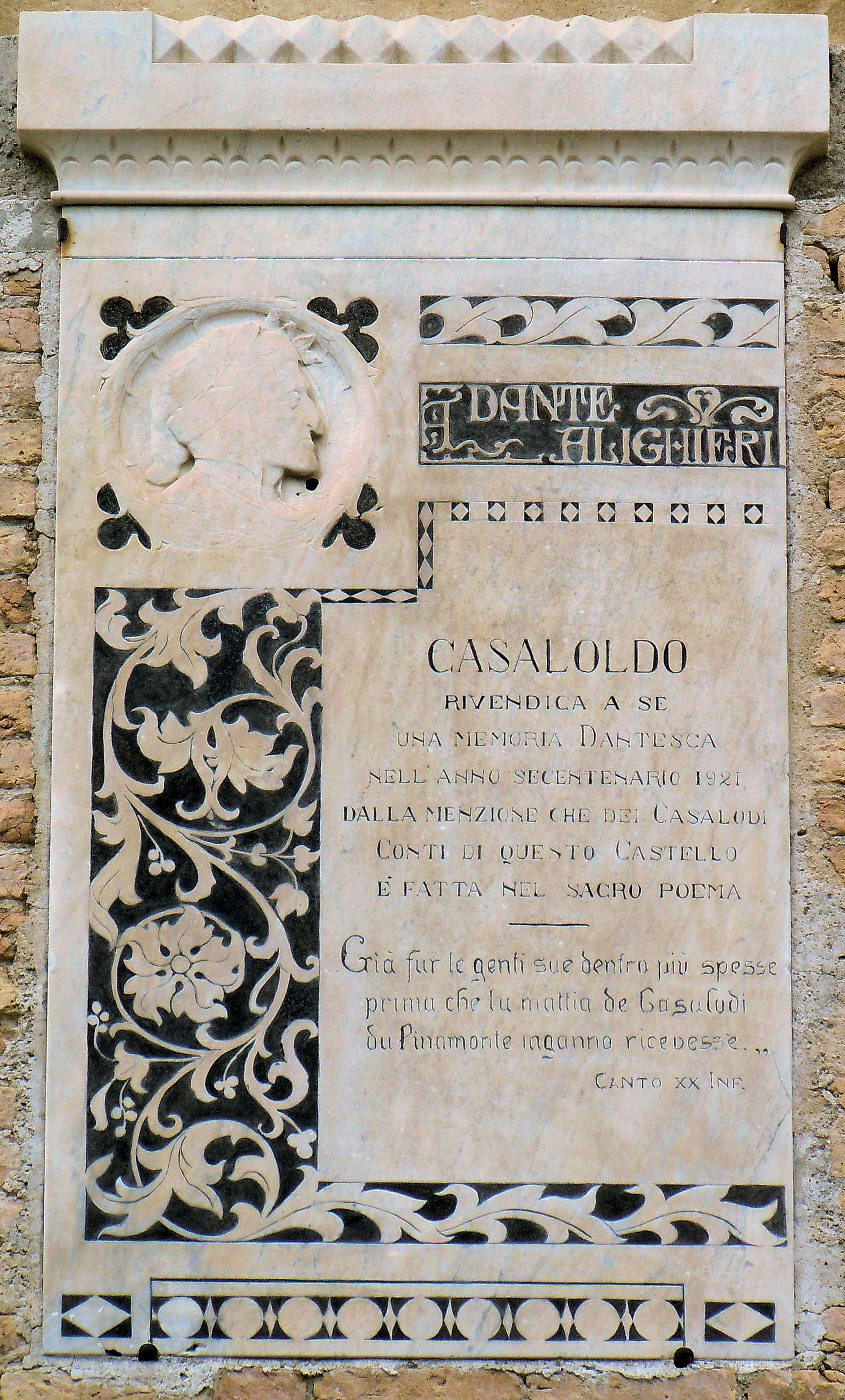
Casaloldo, lapide a Dante Alighieri sulla Torre Casalodi

I Casaloldi ebbero contro, dopo il papa e i Comuni vicini, anche l'imperatore Federico II di Svevia, succeduto ad Ottone, che non rinnovò l'investitura di Gonzaga e Bondeno concessa dal predecessore. Federico II, accordatosi con il papa, volle che Gonzaga ed altri beni occupati dai conti Longhi e Casaloldi fossero restituiti alla Chiesa, in quanto sarebbero stati lasciati da Matilde di Canossa in eredità alla stessa; perciò, dietro richiesta della S. Sede, con editto del 24 settembre 1220, confermò la sentenza del vescovo Corrado, cancelliere dell'impero, dichiarante che il castello di Gonzaga con le sue pertinenze faceva parte del comitato che la contessa Matilde aveva donato alla S. Sede, e quindi a questa doveva essere restituito. Sennonché, poiché il castello continuava ad essere occupato dai figli dei conti Alberto di Casaloldo e Narisio di Montichiari, i quali non vollero ubbidire agli ordini dell'imperatore, Federico II li bandì dall'impero e dichiarò confiscato il luogo, come si legge in una bolla di papa Onorio III del 18 febbraio 1223.  Successivamente, però, quando i Mantovani domandarono a Federico il possesso di Gonzaga, che avevano difesa contro i Reggiani, l'imperatore lo concesse loro con placito del I ottobre 1237, salve però le ragioni, finalmente riconosciute, non più della Chiesa, ma dei figli del conte Alberto di Casaloldo.
Tra tutti i rami dei conti rurali bresciani, quindi, solo gli indomiti comites di Casaloldo, che agli inizi del Duecento avevano trasferito ambizioni e attività a Mantova, dove si erano inurbati, riuscirono a mantenere un ruolo di spicco e a ottenere la conferma dei loro diritti feudali, nel 1237, 1255, 1257, mantenendo, in ambito mantovano, una posizione di vertice fino al 1272-1278. Nella seconda metà del XIII secolo infatti i conti di Casaloldo, con in testa Alberto II, si allearono con Pinamonte Bonacolsi e per qualche tempo poterono aspirare al primato sulla città, ma, ingannati dal loro ex-alleato, furono sconfitti, messi al bando e costretti ad abbandonare il feudo di Gonzaga, e a rinunciare per sempre ai loro progetti politici nel mantovano. La “mattìa” del conte Alberto II fu anche ricordata da Dante nella “Commedia” , nel canto XX dell'”Inferno”, in una digressione sulla città di Mantova. Usciti così dalla scena della vita politica, i Casaloldi si ritirarono a vita privata.
Dopo le molte sventure patite, alcuni di questi conti, passarono ad abitare nel parmigiano, con il solo nome o soprannome gentilizio “de' Longhi”; apparterrebbero a questi il conte Simone, cugino di Ghiberto da Correggio, che fu podestà di Parma, ed il conte Cortesia di Casaloldo, da alcuni storici detto anche conte di Mantova, che nel 1313 fu condottiero di soldati, e nel 1330 podestà di Firenze. Alla fine del XIV secolo si trovano ancora alcuni Casaloldi come possessori di case in Brescia, ad esempio Rizzardo, figlio del fu Pietro, e Giacomo, figlio del fu Roberto, che nel 1389 siede fra gli Anziani di quel comune. Ma con il sorgere del secolo XV non si incontrano più, né nei documenti mantovani né in quelli di Brescia, persone portanti il titolo o predicato di conti di Casaloldo.
Della famiglia dei conti di Casaloldo faceva parte anche Filippo da Casaloldo, che fu eletto nel 1272 a vescovo di Mantova, ma non poté mai esercitare le sue funzioni in quanto bandito con tutta la sua famiglia. Rifugiatosi in Brescia, morì nel 1303, senza aver mai potuto prendere possesso della cattedra mantovana, che rimase così vacante per trent'anni.
Fu tumulato nella chiesa bresciana di San Domenico, oggi smantellata, che nel medioevo era il luogo di sepoltura dei conti di Casaloldo.

## Arma

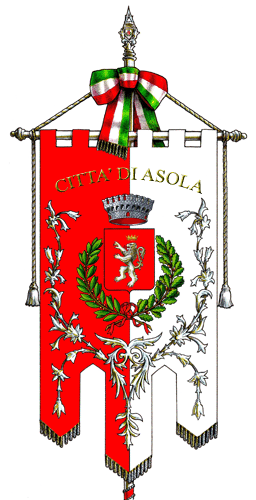
Stemma di Asola

Stemma dei Casalodi

"Troncato nel primo di rosso al leone rampante d'argento, nel secondo scaccato d'argento e di rosso".
La diramazione dei conti di Casaloldo, che da un certo momento in avanti divise gli interessi e le proprietà feudali di Casaloldo e dintorni da quelle destinate ad altri rami, come quello di Montichiari, aveva, secondo i vecchi storici mantovani-bresciani, uno stemma al capo rosso col leone bianco, e nella parte inferiore esso era scaccato in riquadri bianchi e rossi. In genere il leone è guelfo e l'aquila è ghibellina, ma esistono famiglie ghibelline che hanno il leone.
In particolare, i conti di Casaloldo inizialmente avrebbero avuto uno stemma leggermente diverso, più simile a quello dei conti Ugoni-Longhi nel loro complesso, di cui i Casaloldo rappresentavano un ramo: un leone rampante in campo azzurro o blu. Questa arma sarebbe stata modificata quando i conti Casaloldi si staccarono decisamente dai conti di Montichiari e dagli altri de Longis, e formarono un nuovo ramo, forse collegato a quello dei conti di San Martino, pure opposti agli Ugonidi di Montichiari, all'incirca alla metà del secolo XII: al posto dell'azzurro fu introdotto il rosso, e fu aggiunta nella parte inferiore una scacchiera in campo bianco con quattordici quadri rossi, quante erano le proprietà avute in dono dall'imperatore.
Lo stemma dei Casalodi non è rimasto nella simbologia del comune di Casaloldo, mentre si avvicina ad esso lo stemma della vicina Asola, antico possedimento dei conti, che potrebbero averlo quindi trasmesso a questa località.

## Genealogia essenziale
- Balduino I

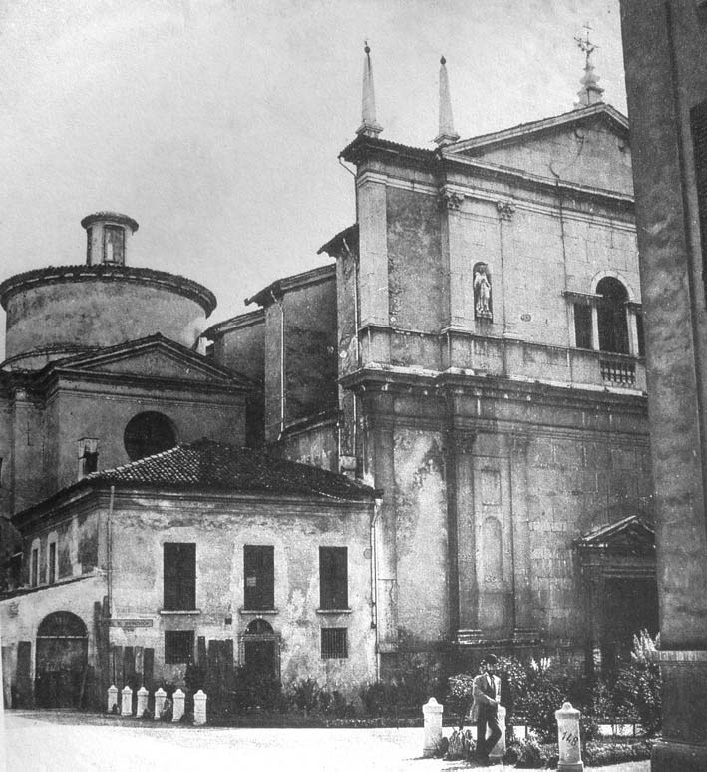
La chiesa di San Domenico a Brescia, ora demolita, ospitava i sepolcri di alcuni dei conti, tra cui il vescovo Filippo

  - Alberto I Casaloldo (1170 ca.-1220 ca.)
    - Guido
    - Martino
    - Berardo
      - Antonio II (v. 1255)
      - Alberto II (1230 ca.-Casaloldo 1288)
        - Roberto (+Bologna 1335)
          - Tommasino
          - Giacomo (v. 1343 - +Castel Goffredo 1405)

    - Antonio I
      - Gasparino (già q. 1485)
        - Benedetto (v. 1485)
          - Antonio III (v. ca. 1550)
            - Giovanni Maria (+1601)
              - Girolamo II (v. 1622)
              - Carlo
                - Nicolò (+1644)
                  - Barbara (ultima della famiglia, +1686)

            - Girolamo I (v. 1566, già q. 1590)

    - Balduino II (podestà di Mantova nel 1223, 1232 e nel 1235, +1235)
      - Bonacorso (Bonacursio)
        - Filippo, vescovo eletto di Mantova dal 1272 al 1303 (ca. 1240-Brescia 1303)

      - Goffredo
        - Simone (v. 1308)